# Кокоа світлодзьобий
Коко́а світлодзьобий (Dendroplex picus) — вид горобцеподібних птахів родини горнерових (Furnariidae). Мешкає в Центральній і Південній Америці. Виділяють низку підвидів.

## Опис

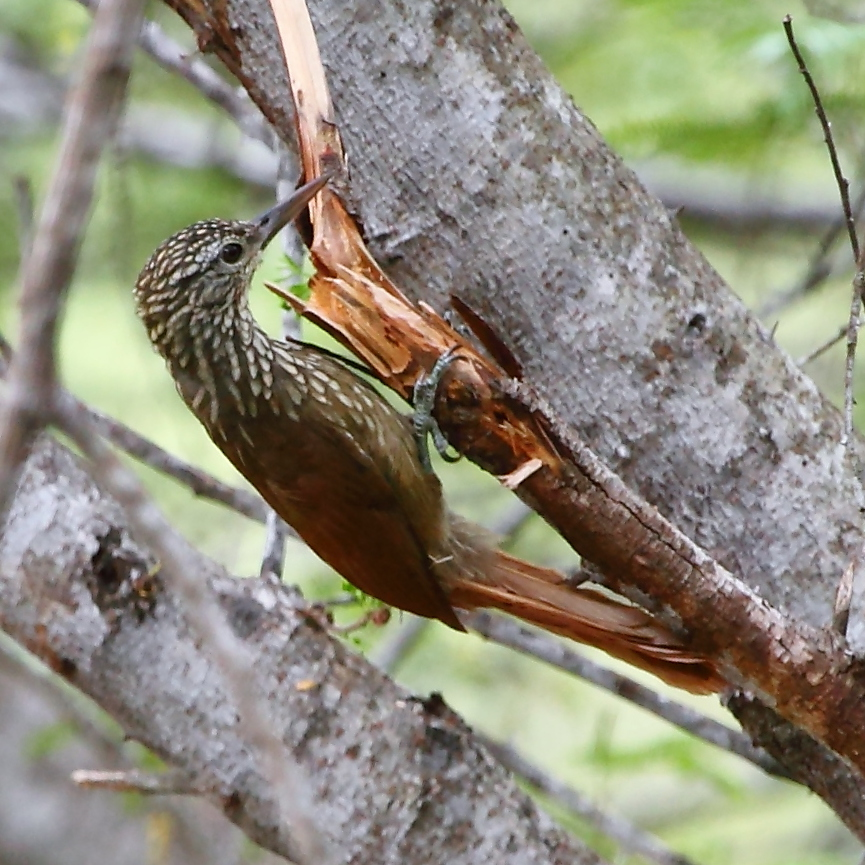
Світлодзьобий кокоа

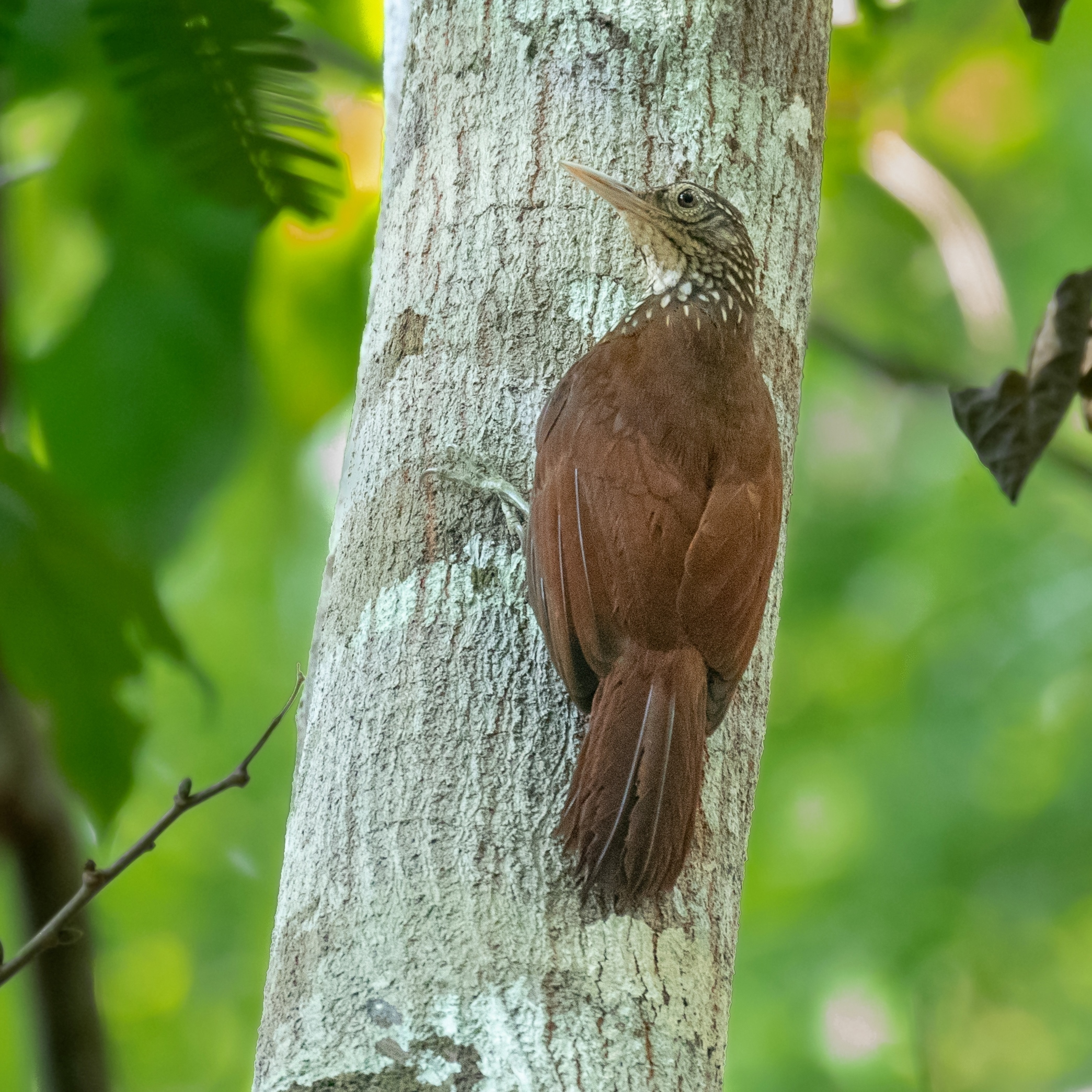
Світлодзьобий кокоа

Довжина птаха становить 18-21 см, самці важать 34-42 г, самиці 33-45 г. Спина і крила рудувато-коричневі, голова темна, поцяткована світлими плямками, над очима білуваті "брови". Горло світле, нижня частина тіла коричнева, груди поцятковані великими світлими плямами з чорними краями. Хвіст каштановий. Дзьоб світлий, прямий, гострий.

## Підвиди
Виділяють тринадцять підвидів:
- D. p. extimus Griscom, 1927 — центральна і східна Панама (узбережжя Панамської затоки) і північно-західна Колумбія (нижня течія Атрато і верхня течія Сіну[es] в Кордові);
- D. p. dugandi Wetmore & Phelps, WH, 1946 — рівнини на північному заході Колумбії;
- D. p. picirostris Lafresnaye, 1847 — узбережжя північної Колумбії і північно-західної Венесуели (на схід до озера Маракайбо);
- D. p. saturatior Hellmayr, 1925 — східні схили Анд в Колумбії і Венесуелі;
- D. p. choicus Wetmore & Phelps, WH, 1946 — північне узбережжя Венесуели (від Фалькона до Міранди);
- D. p. paraguanae (Phelps, WH & Phelps, WH Jr, 1962) — північно-західна Венесуела (Фалькон, північна Лара);
- D. p. longirostris Richmond, 1896 — острів Маргарита;
- D. p. altirostris (Leotaud, 1866) — острів Тринідад;
- D. p. phalarus Wetmore, 1939 — північна і центральна Венесуела;
- D. p. deltanus (Phelps, WH & Phelps, WH Jr, 1962) — північно-східна Венесуела (Дельта-Амакуро);
- D. p. picus (Gmelin, JF, 1788) — східна Венесуела (південь Ансоатегі, південь Монагаса, схід Болівара), Гвіана, північна, центральна і східна Бразилія;
- D. p. duidae Zimmer, JT, 1934 — східна Колумбія, південна Венесуела і північно-західна Бразилія;
- D. p. peruvianus Zimmer, JT, 1934 — схід Перу, північ і схід Болівії, південний захід Бразильської Амазонії.

## Поширення і екологія
Світлодзьобі кокоа мешкають в Панамі, Колумбії, Еквадорі, Перу, Болівії, Бразилії, Венесуелі, Гаяні, Суринамі, Французькій Гвіані та на Тринідаді і Тобаго. Вони живуть у вологих рівнинних тропічних лісах, у варзейських лісах (тропічних лісах у заплавах Амазонки і її притоків), в галерейних лісах, саванах, сухих тропічних лісах, рідколіссях і чагарникових заростях, в мангрових лісах і на плантаціях. Зустрічаються поодинці або парами, на висоті до 1400 м над рівнем моря, переважно на висоті до 1100 м над рівнем моря. Часто приєднуються до змішаних зграй птахів.